# Братеш (Ковасна)
Братеш (рум. Brateș) — село у повіті Ковасна в Румунії. Адміністративний центр комуни Братеш.
Село розташоване на відстані 155 км на північ від Бухареста, 22 км на схід від Сфинту-Георге, 40 км на північний схід від Брашова.

## Населення
За даними перепису населення 2002 року у селі проживали 615 осіб, з них 612 осіб (99,5%) угорців. Рідною мовою 612 осіб (99,5%) назвали угорську.